# Sint-Brigidakerk (Koersel)

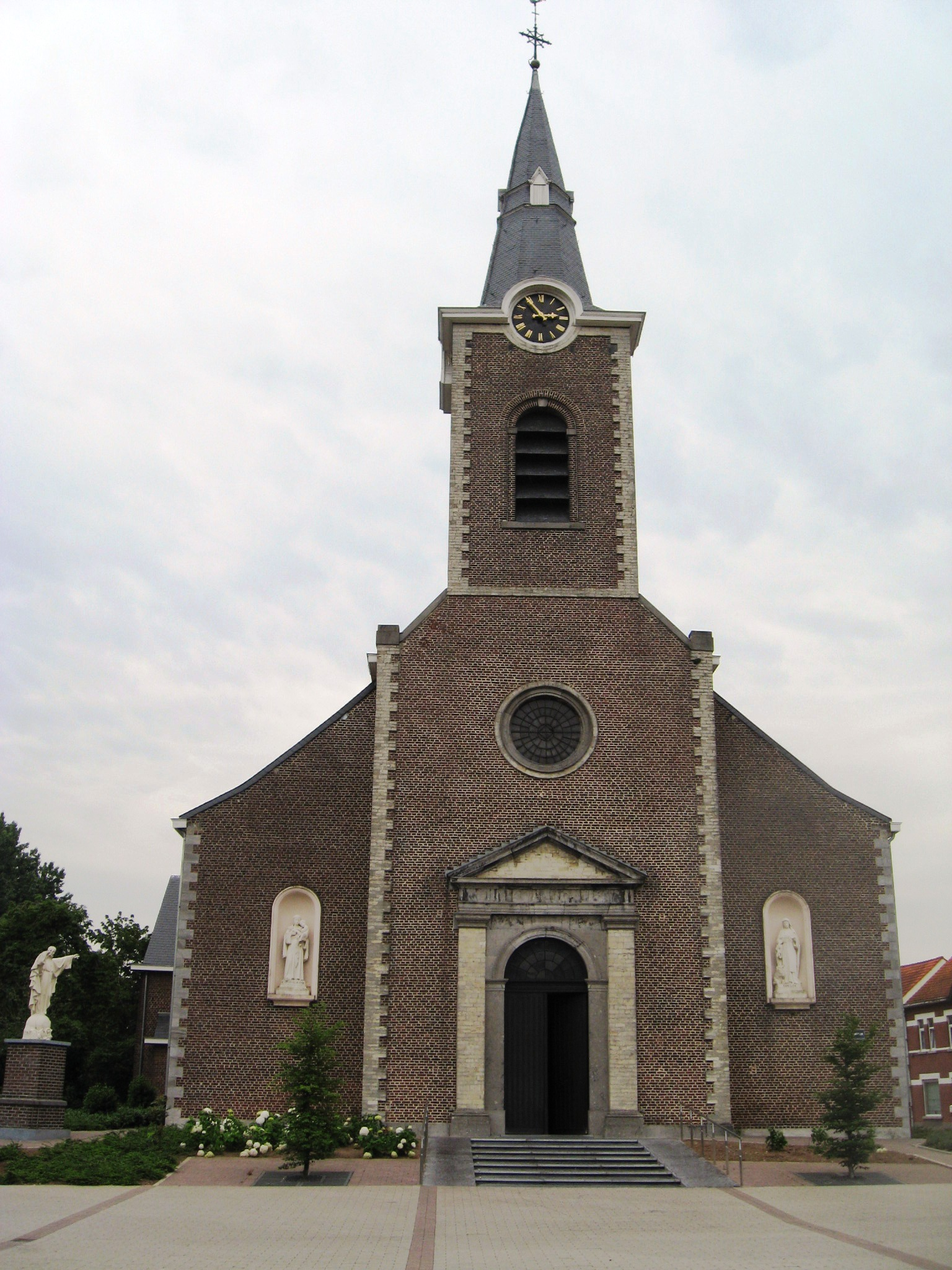
De Sint-Brigidakerk van Koersel

De Sint-Brigidakerk is de parochiekerk van Koersel in de Belgische provincie Limburg. De kerk bevindt zich aan Kerkplein 2. De Kerk is toegewijd aan de heilige Brigida.

## Geschiedenis
Koersel kende reeds in de vroege middeleeuwen een kapel, waarvan het patronaatsrecht in 1185 werd toegekend aan de Abdij van Averbode. In 1204 werd Koersel een zelfstandige parochie, die zich afsplitste van die van Lummen.
In 1579 werd Koersel overvallen door plunderende soldaten. De bevolking vluchtte in de toren, waarop de soldaten de toren in brand staken. Hierbij kwamen 183 mensen om.
Een nieuwe kerk werd gebouwd, maar bij de dorpsbrand van 1834 ging ook deze verloren. De huidige kerk dateert van 1850.

## Gebouw en interieur
Het betreft een bakstenen neoclassicistische pseudobasiliek, waarin versieringen en vooral hoekstenen zijn aangebracht van Gobertange, kalksteen en arduin. De halfingebouwde westtoren heeft een naaldspits. De middenbeuk is overdekt met een tongewelf.
Het kerkmeubilair stamt voornamelijk uit de tijd van de bouw. Zo werd het orgel gebouwd in 1850 door ene Smet, die uit Duffel afkomstig was. Er is een Sint-Brigidabeeld uit 1780 en een Sint-Luciabeeld uit de 17e eeuw, evenals de reliekhouder van Sint-Brigida. Een Sint-Annabeeld stamt uit de 18e eeuw. Ook het houten kruisbeeld is 18e-eeuws. Daarnaast zijn er een aantal heiligenbeelden uit 1879. De wandschilderingen zijn deels uit 1905 en de gebrandschilderde ramen uit 1904.

## Galerij

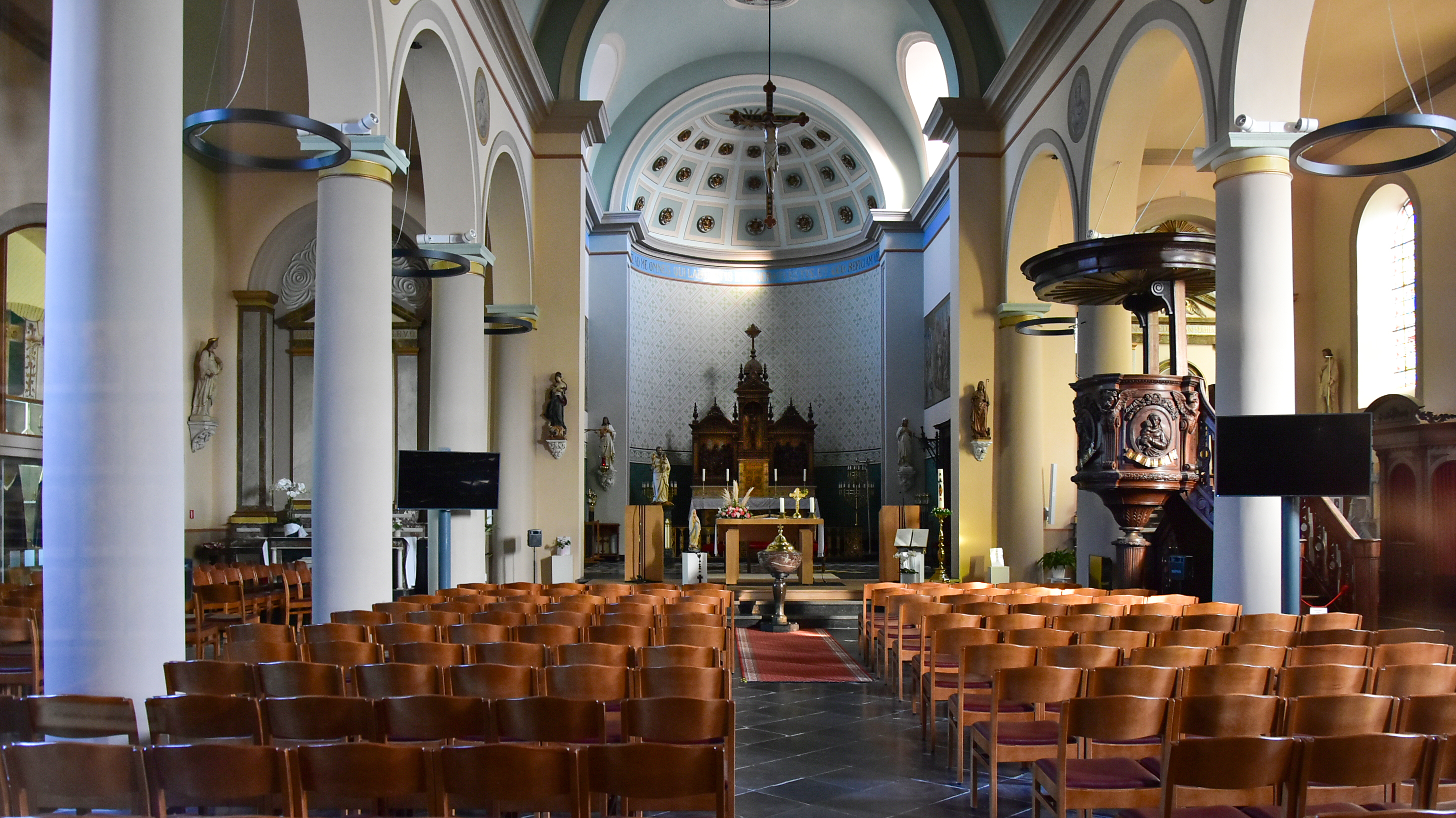
Interieur
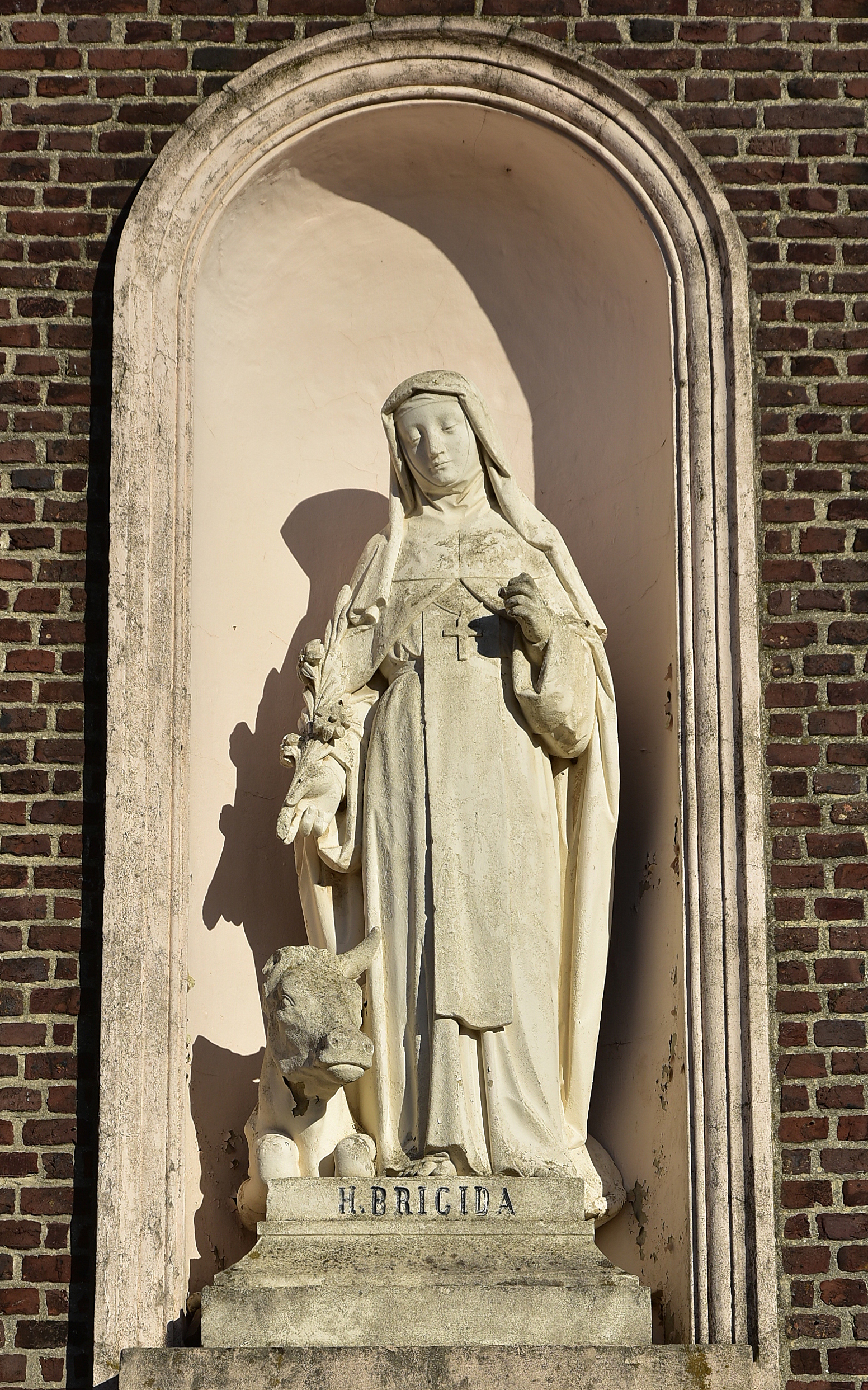
Brigida in de voorgevel
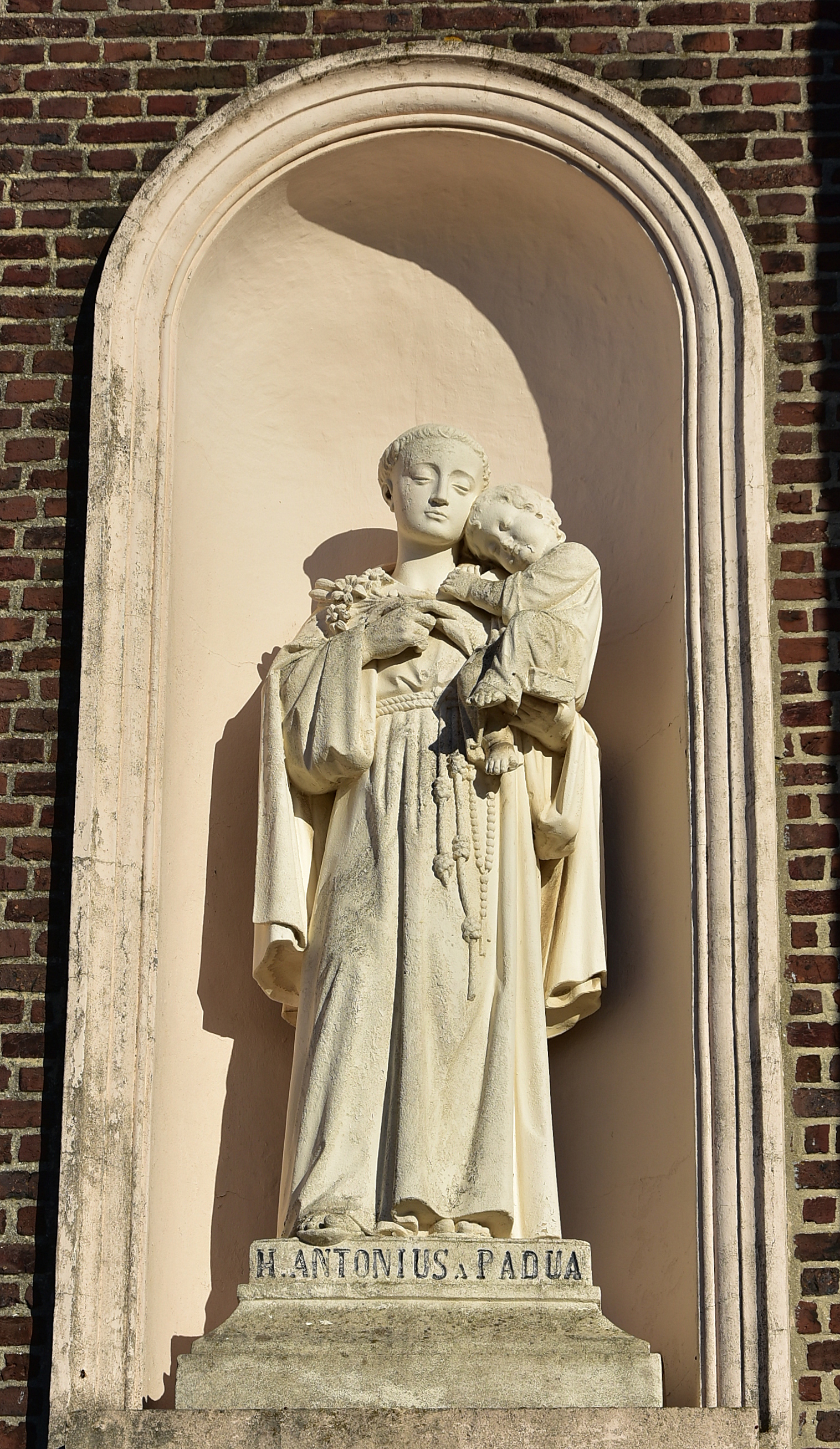
Antonius van Padua in de voorgevel